# Apidaurus
Apidaurus is een geslacht van wantsen uit de familie van de Alydidae (Kromsprietwantsen). Het geslacht werd voor het eerst wetenschappelijk beschreven door Stål in 1870.

## Soorten
Het genus bevat de volgende soorten:

- Apidaurus conspersus Stål, 1870
- Apidaurus longitylus Schaefer & Schaffner, 2003